# Erato cypreola
Espèce
Erato cypreola est une espèce fossile de mollusques gastéropodes marins de la famille des Eratoidae.

## Historique
L'espèce Erato cypreola est décrite en 1814 par le naturaliste et paléontologue italien Giovanni Battista Brocchi (1772-1826).

### Famille
L'espèce est dans la famille des Eratoidae et anciennement des Triviidae. 